# Neoclosterus lemairei
Neoclosterus lemairei là một loài bọ cánh cứng trong họ Cerambycidae.